# Le Fleuve aux grandes eaux
Pour plus de détails, voir Fiche technique et Distribution.
Le Fleuve aux grandes eaux est un film d'animation documentaire québécois réalisé par Frédéric Back, sorti en 1993.

## Synopsis
Ce documentaire est consacré au fleuve Saint-Laurent. Il raconte l'histoire du fleuve, de l'arrivée des Amérindiens aux luttes environnementales contemporaines cherchant à le préserver.

## Fiche technique
- Titre original francophone : Le Fleuve aux grandes eaux
- Titre anglais international : The Mighty River
- Réalisation : Frédéric Back
- Scénario : Frédéric Back et Hubert Tison
  - Adaptation : Hubert Fielden et Patricia Lavoie
  - Texte de la narration : Jean Salvy et Pierre Turgeon
- Musique : Denis L. Chartrand et Normand Roger
- Montage : Norbert Pickering
- Production : Frédéric Back et Hubert Tison
  - Production exécutive : Pierre Caron
- Sociétés de production : Société Radio-Canada et Canadian Broadcasting Corporation
- Sociétés de distribution : Les Films du Paradoxe  (France)
- Pays de production :  Canada
- Format : couleurs - 35 mm
- Genre : animation, court métrage, documentaire
- Durée : 24 minutes
- Dates de sortie :
  - France : juin 1993 (festival d'Annecy) ;  28 septembre 1994 (sortie en salles)

## Distinction
- 1993 : nommé pour l'Oscar du meilleur court métrage d'animation